# Thomas megye (Georgia)
Thomas megye az Amerikai Egyesült Államokban, azon belül Georgia államban található. Megyeszékhelye és legnagyobb városa Thomasville. Lakosainak száma 45 798 fő (2020. április 1.). Thomas megye Colquitt, Jefferson, Brooks, Leon, Grady és Mitchell megyékkel határos.

## Népesség
A megye népességének változása:
| Lakosok száma | 44 743 | 44 605 | 44 555 | 44 869 | 45 063 | 45 798 |
|               | 2010   | 2011   | 2012   | 2013   | 2015   | 2020   |